# Список послов СССР и России в Уганде
В статье представлен список послов СССР и России в Республике Уганда.

## Хронология дипломатических отношений
- 13 октября 1962 г. — установление дипломатических отношений  на уровне посольств.

## Список послов
| Срок полномочий                    | Посол                           | Годы жизни | Вручение верительных грамот | Комментарии                  |
| ---------------------------------- | ------------------------------- | ---------- | --------------------------- | ---------------------------- |
| СССР                               |                                 |            |                             |                              |
| 25 июня 1963 — 9 июля 1968         | Дмитрий Фёдорович Сафонов       | 1909—2015  | 19 июля 1963, 8 января 1964 |                              |
| 9 июля 1968 — 29 марта 1972        | Иван Фёдорович Курдюков         | 1911—1977  | 5 октября 1968              |                              |
| 29 марта 1972 — 16 ноября 1976     | Алексей Васильевич Захаров      | 1913—1995  | 13 мая 1972                 |                              |
| 16 ноября 1976 — 9 июля 1979       | Евгений Васильевич Мусийко      | 1922—2001  | 14 декабря 1976             |                              |
| 9 июля 1979 — 3 сентября 1986      | Сергей Алексеевич Букин         | 1924—2010  | 16 августа 1979             |                              |
| 3 сентября 1986 — 19 февраля 1991  | Станислав Николаевич Семененко  | 1927—2008  |                             |                              |
| 19 февраля 1991 — 25 декабря 1991  | Эдуард Леонидович Кузьмин       | 1941—      |                             |                              |
| Российская Федерация               |                                 |            |                             |                              |
| 25 декабря 1991 — 28 февраля 1995  | Эдуард Леонидович Кузьмин       | 1941—      |                             |                              |
| 28 февраля 1995 — 20 сентября 1999 | Рудольф Фёдорович Алексеев      | 1940—2010  |                             |                              |
| 20 сентября 1999 — 6 февраля 2004  | Александр Алексеевич Садовников | 1948—      |                             |                              |
| 6 февраля 2004 — 14 октября 2008   | Валерий Иванович Уткин          | 1955—      |                             |                              |
| 14 октября 2008 — 29 января 2016   | Сергей Николаевич Шишкин        | 1950—2016  |                             |                              |
| 29 января — октябрь 2016           | Александр Александрович Нуралов |            |                             | Временный поверенный в делах |
| 3 октября 2016 — 1 сентября 2021   | Александр Дмитриевич Поляков    | 1959—      | 23 ноября 2016              |                              |
| 1 сентября 2021 — настоящее время  | Владлен Станиславович Семиволос | 1961—      | 6 декабря 2021              |                              |